# رجال ممرضون

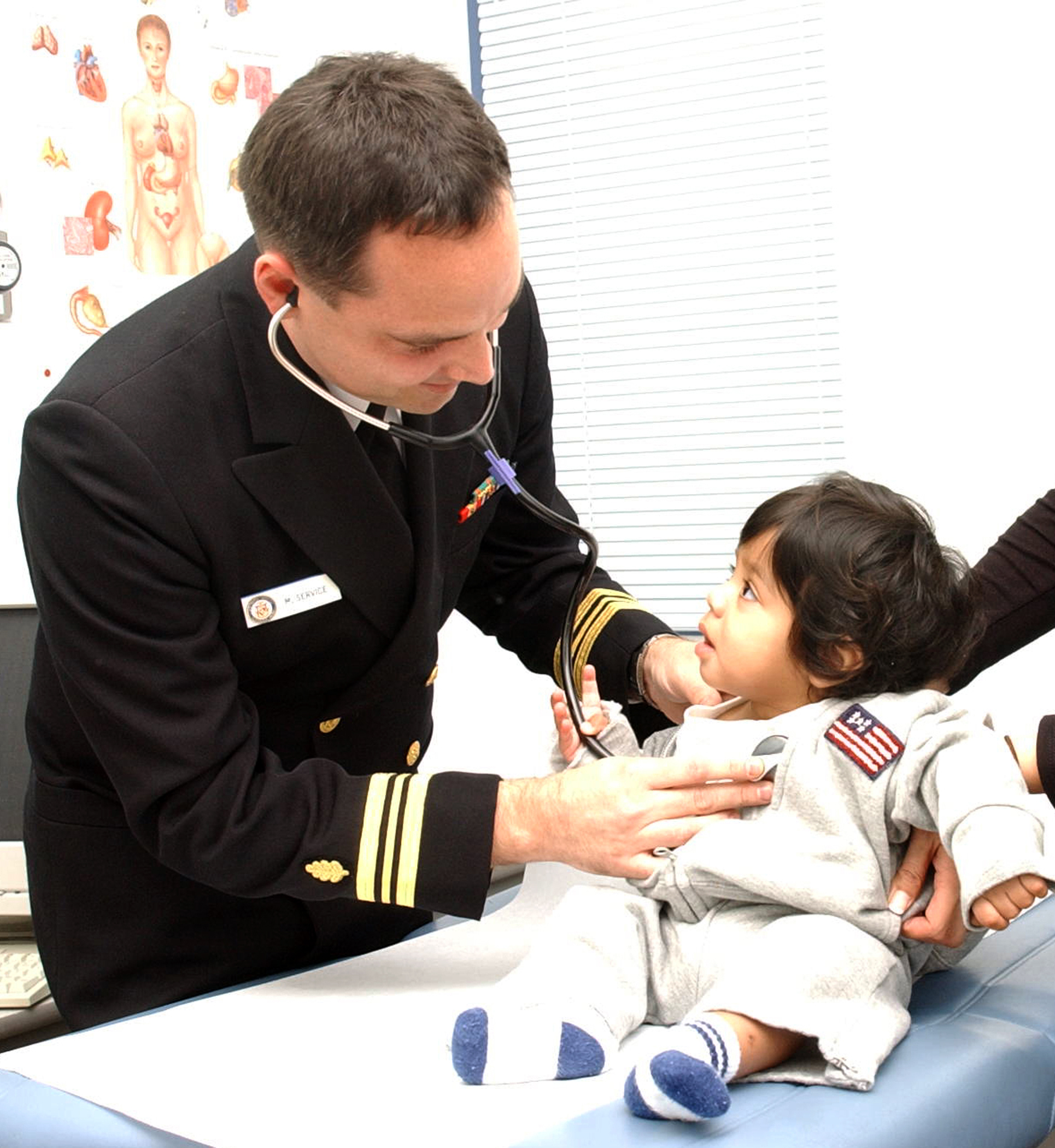
ممرض بالبحرية أمريكي يعتني بطفلة صغيرة

تقليديًا، الممرضون هم في الغالب من السيدات، لكن من الممكن الأستعانة بالرجال للقيام بأعمال التمريض التي تتطلب الكثير من الجهد العضلي ويشكل الرجال الممرضون نسبة لابأس بها من اعداد العاملين في المجال التمريضي لكن لايمكن الاستغناء عن دور المرأة في تمريض الناس لما تحمله الأنثى من المشاعر والأحاسيس 

## منظور تاريخي
في أوقات أوبئة الطاعون التي اجتاحت أوروبا، كان الدور الأساسي الذي يلعبه الممرضون الرجال هو تقديم الرعاية، وفي القرن الثالث؛ قام أعضاء أخوية بارابولاني ببناء مستشفى، ليقدموا فيها نوعًا من الرعاية التمريضية. وهناك تأكيد غير مثبت أنّ الأخوية تم تنظيمها لأول مرة في أسقفية الإسكندرية في عهد ديونيسيوس الأكبر خلال فترة الطاعون العظيم (النصف الثاني من القرن الثالث). ولقد استوحوا اسم الأخوية من حقيقة أنهم كانوا يخاطرون بحياتهم (paraballesthai ten zoen) وهم يعرضون أنفسهم لأمراض معدية. بالإضافة إلى ذلك، قاموا بإنشاء فرقة حراسة خاصة للأسقف. كما لم تكن أعدادهم كبيرة للغاية. فقد حددت المادة 416 من مخطوطة ثيودوسيانوس (16، 2، 42) التسجيل في الإسكندرية على 500 عضو فقط.
كما كان هناك عدد هائل من الممرضين الذكور الآخرين على مدار العصور الوسطى. مثل القديس بينيدكت الذي أنشأ التنظيم البينيديكتي التمريضي. وكذلك قام الأخوة أليكسين بتوفير الرعاية للمصابين بطاعون الموت الأسود في القرن الرابع عشر. ولا تزال المنظمتان قائمتين حتى يومنا الحالي.
واستمر عدد من المنظمات العسكرية، والدينية، والتنظيمات غير الدينية الخاصة بالذكور بتوفير الرعاية التمريضية خلال فترة العصور الوسطى. وبعض الأمثلة الشهيرة على ذلك فرسان الإسبتارية، وفرسان تيوتون، والتيرتيارين، وتنظيم القديس لازاروس، وجماعة الروح المقدس، ومستشفى أخوة القديس أنطوني.
كان القديس يوحنا الرب، والقديس كاميلويس دي لالس ممرضين في الأساس، وينظر الناس لهم الآن على أنهما قديسين. وابتكر القديس كاميليوس رمز الصليب الأحمر، كما أنشأ أول خدمة إسعاف.
وفي عام 1783، نال جيمس ديرهام، عبد من نيو أورليانز، حريته عن طريق عمله كممرض. ليصبح بعدها أول طبيب أسود في الولايات المتحدة.
تطوع الشاعر والكاتب والت وايتمان (1819-1892) للعمل كممرض بمستشفى في واشنطن العاصمة أثناء الحرب الأهلية.
وكانت مدارس التمريض للرجال شائعة في الولايات المتحدة حتى بداية عام 1900، حيث قاموا بتقديم أكثر من نصف خدمات التمريض مدفوعة الأجر للمرضى والمصابين. ولكن حتى حلول عام 1930 شكّل الرجال أقل من 1% من نسبة الممرضين المسجلين (RN) في الولايات المتحدة،" ويرجع السبب في ذلك إلى تركهم لمهنة التمريض عند حصولهم على مهن أكثر ربحية.
وفي الماضي، كان من المحتم على الرجال القيام بدور الممرضين «الفوريين» في وسط الحروب -الحروب الدينية غالبًا- جاهدين لإنقاذ حياة زملائهم الجنود. فالحرب لم تكن أبدًا مجالاً للنساء. واستمر الحال هكذا حتى حصلت فلورنس نايتينجيل على إذن لدخول ميدان المعركة للعناية بالجنود.
تم إنشاء الجمعية الأمريكية الممرضين الرجال في عام 1971. وقد كان الهدف منها توفير إطار عمل يمكّن الممرضين من الاجتماع، ومناقشة العوامل التي تنعكس على الرجال في عملهم بالتمريض، والتأثير عليها.
في قضية جامعة المسيسيبي للنساء ضد هوجان، 458 U.S. 718 (1982)، حكمت المحكمة العليا الأمريكية بنسبة 5-4 أنّ سياسة السماح بالالتحاق لجنس واحد فقط، التي تتبعها جامعة الميسيسيبي في مدرسة التمريض التابعة لها، تعد انتهاكًا لفقرة الحماية المتكافئة الواردة في التعديل الرابع العشر في الدستور الأمريكي. وكانت القاضية ساندرا داي أوكونر هي من قامت بكتابة هذا القرار التاريخي.
وفي الثمانينيات وأوائل التسعينيات، «تسبب الانخفاض والنقص في أعداد الممرضات، مع الزيادة في أجور التمريض، وكذلك التغير العام في سلوك الرجال، في التحاق عدد كبير من الرجال بالمهنة».

## تزايد الأعداد
انضم الرجال إلى النساء في العمل بمهنة التمريض. «وأوضحت دراسة تلو الأخرى أن الأسباب الكامنة وراء التحاق الرجال بمهنة التمريض، هي ذاتها الأسباب التي دفعت بالنساء لها. فهم يريدون العناية بالمرضى والمصابين، كما يرغبون في مهنة استثنائية، توفر لهم أجرًا جيدًا مع حد معقول من الأمان الوظيفي.».
باتت العديد من الحكومات ومدارس التمريض في الدول الغربية تضم أعدادًا أكثر من الرجال نتيجة للنقص الذي تواجهه في الممرضات. فعلى سبيل المثال، عندما قامت جامعة بيتسبرغ بتصعيد شروط التقديم للالتحاق ببرنامج التمريض لديها، ارتفع عدد المتقدمين من الرجال بمعدل كبير.
وأكد توماس هولي المتحدث الرسمي نيابةً عن جميع الممرضين الذكور في جامعة ليمريك على أنهم الآن يحتفى بهم في جميع المستشفيات في أنحاء وسط وغرب أيرلندا، وأنّ الممرضات يتطلعن باستمرار لرؤية الممرضين الرجال في أقسام المستشفيات.[بحاجة لمصدر]
يعمل الممرضون الرجال في الغالب في القوات المسلحة الأمريكية، وفي هيئات الرعاية الطبية للجنود القدامى.

## وصلات خارجية
- http://aamn.org/
- http://www.rnmen.com/ نسخة محفوظة 28 أكتوبر 2015 على موقع واي باك مشين.
- http://www.minoritynurse.com/men-nursing
- http://www.malenursemagazine.com